# Myrmica arisana
Myrmica arisana is een mierensoort uit de onderfamilie van de Myrmicinae. De wetenschappelijke naam van de soort is voor het eerst geldig gepubliceerd in 1930 door Wheeler, W.M..